# Kafferliliom
A kafferliliom (klívia, Clivia) az amarilliszfélék egyik nemzetsége. A hosszú ideje tartó nemesítés eredményeként több faja hibrid.

## Származása, elterjedése
A fokföldi flórabirodalomban fejlődött ki. Az első példányokat körülbelül 200 éve hozták Angliába, és onnan terjedtek el egész Európában. Elsőként a skót felföldi lady Charlotte Clive kezdte termeszteni; róla nevezte el a nemzetséget John Lindley angol botanikus (1799–1865). Az 1880-as években jött divatba; a szobaliliom (Clivia miniata) a viktoriánus időkre egész Európában kedvelt szobanövénnyé vált.

## Megjelenése, felépítése
Fényes, lándzsa alakú levelei gyakorlatilag szár nélkül nőnek. Külsőleg rendkívül hasonlít az amarilliszhez; gyökerük azonban erősen különbözik: az amarillisznek hagymája van, a kafferliliomnak vastagabb, de törékeny rizómája.

## Életmódja, élőhelye
A lakásban, világos helyen tartott virágok a tél végén, február-márciusban nyílnak, majd a piros termések is sokáig díszítik a növényt.

## Felhasználása
Sötétzöld levelei, élénk színű virágai és edzettsége miatt több faja kedvelt szobanövény.

## Képek

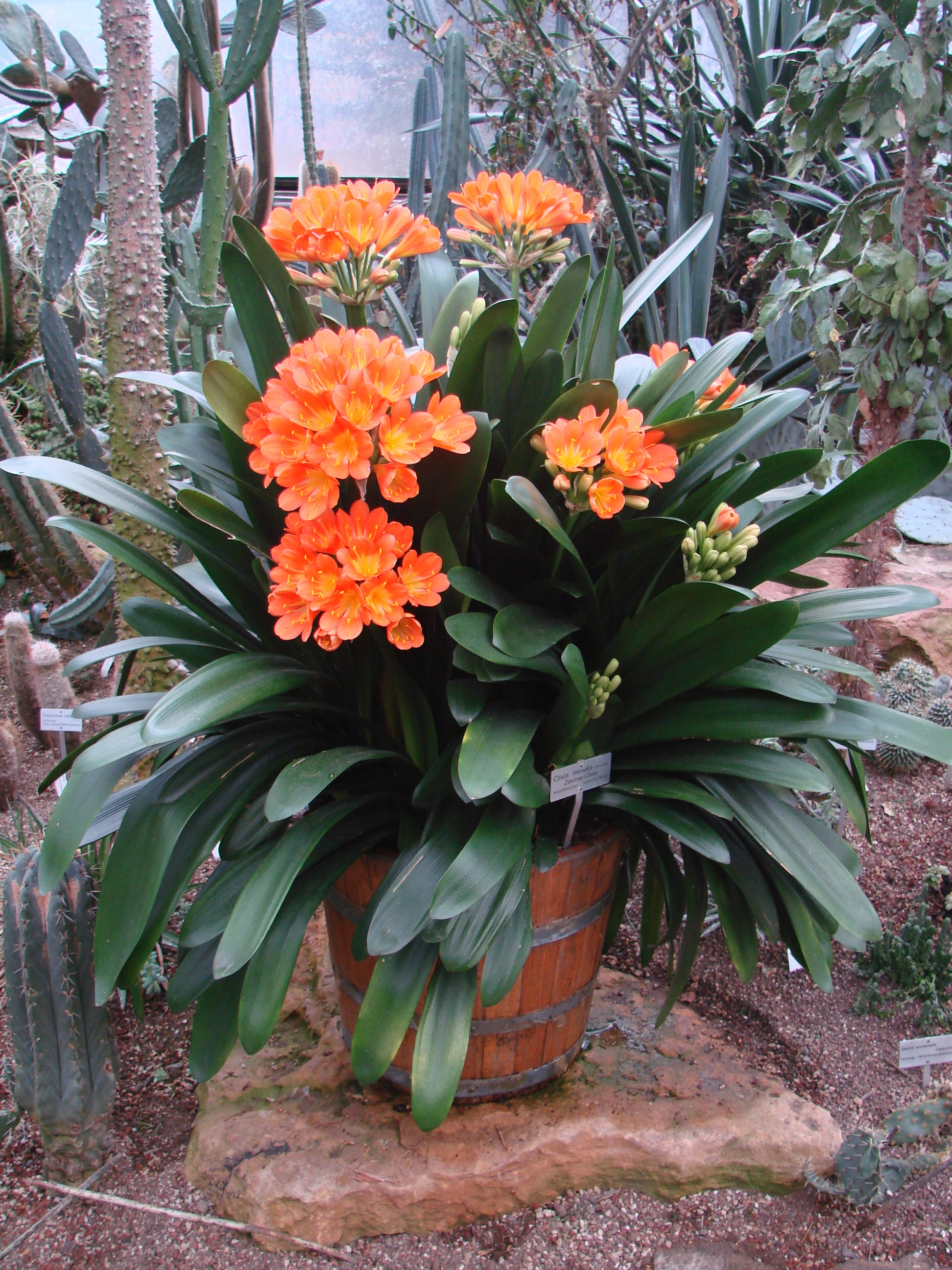
Virágzó Clivia miniata
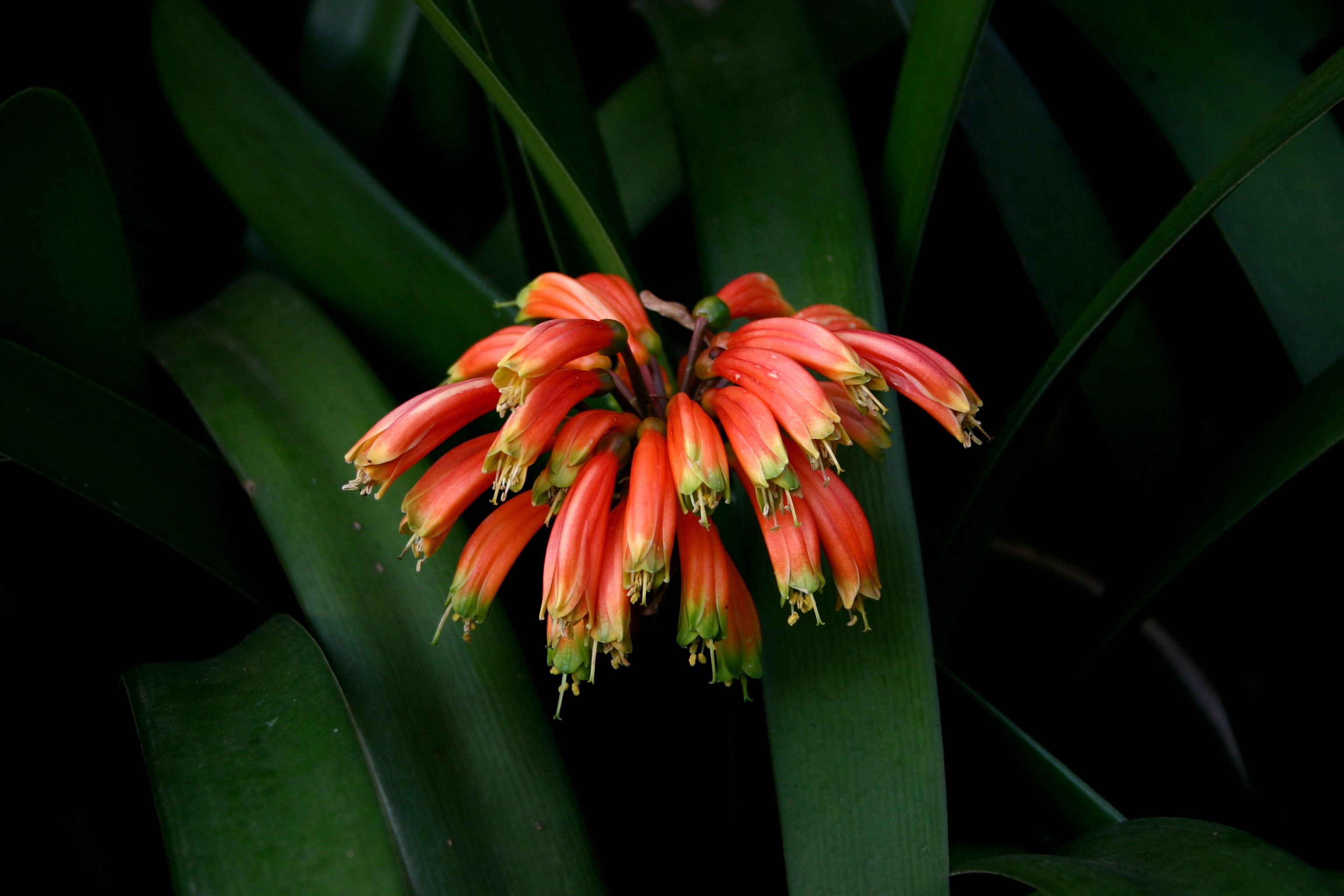
Clivia nobilis
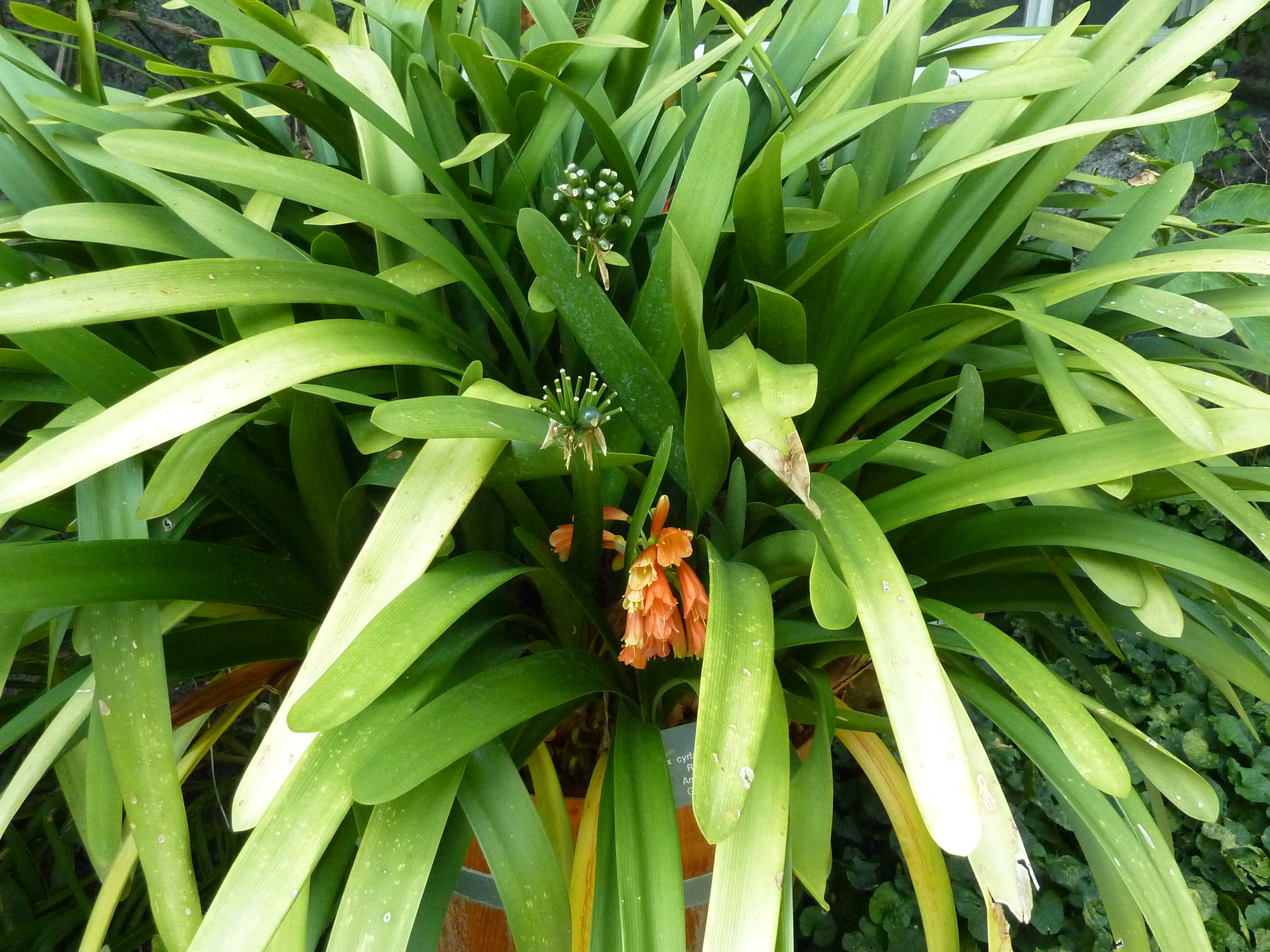
Clivia cyrtanthifolia
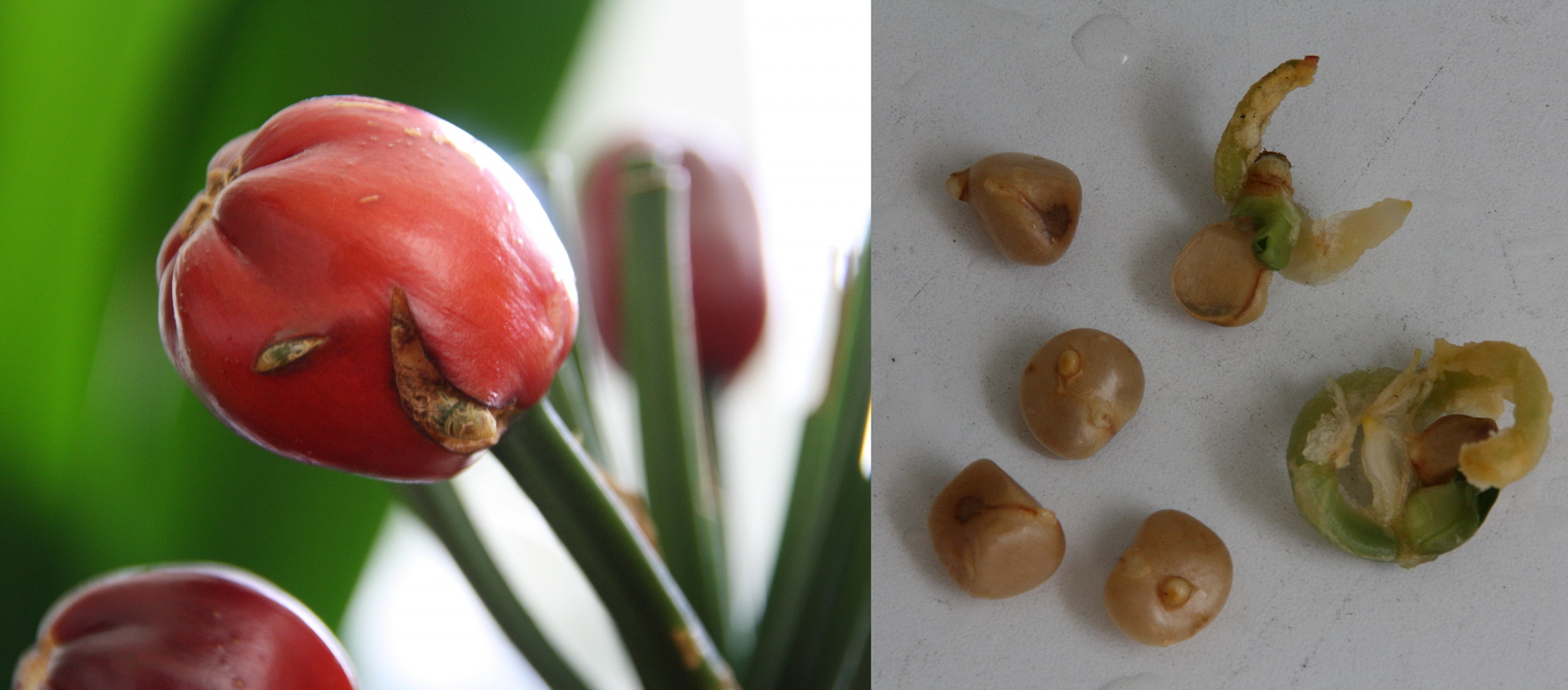
Termés és magok
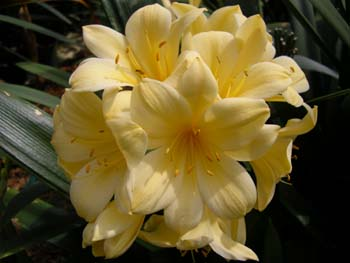
Clivia miniata sárga virágú változat
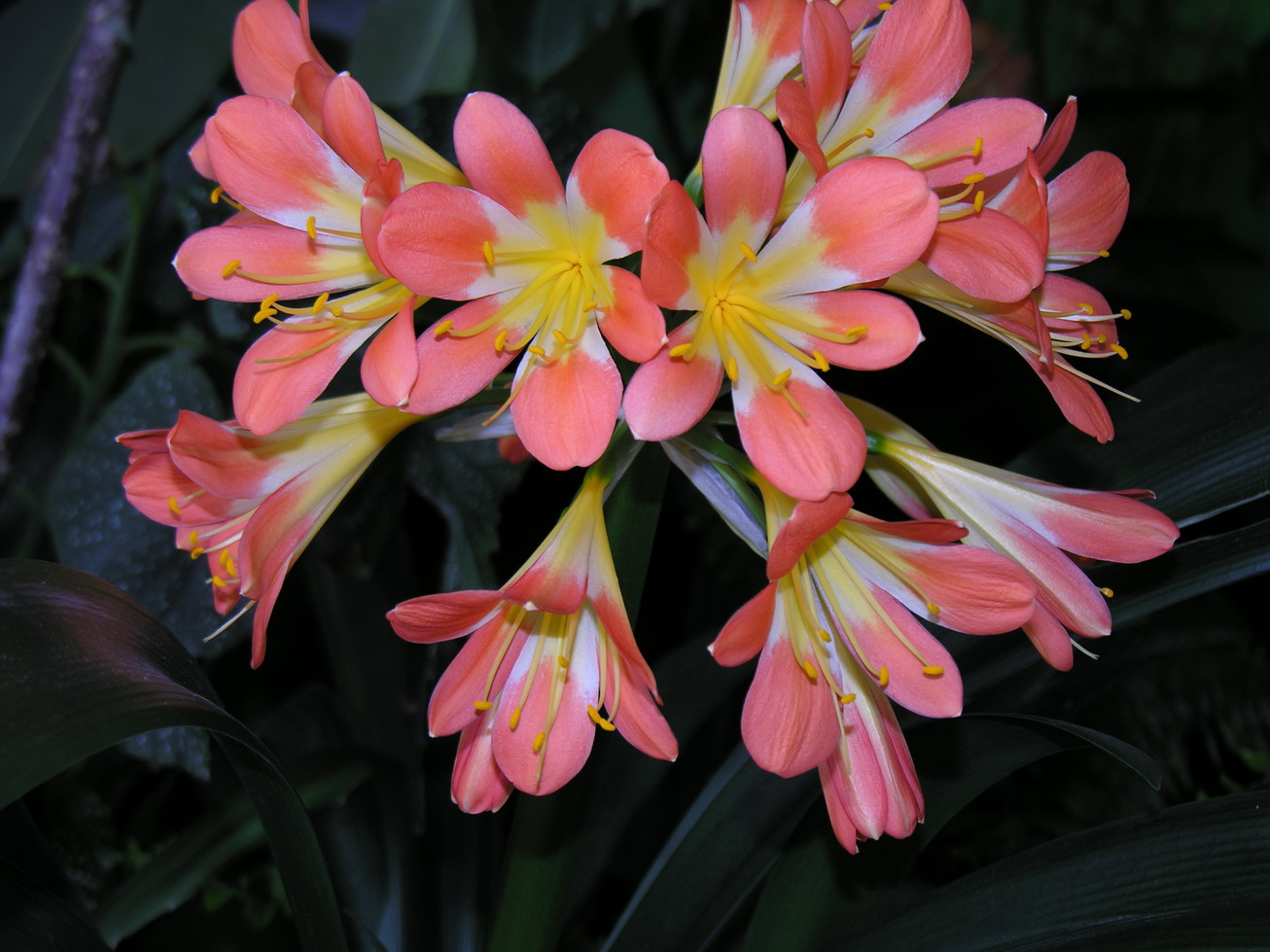
Clivia miniata fajta
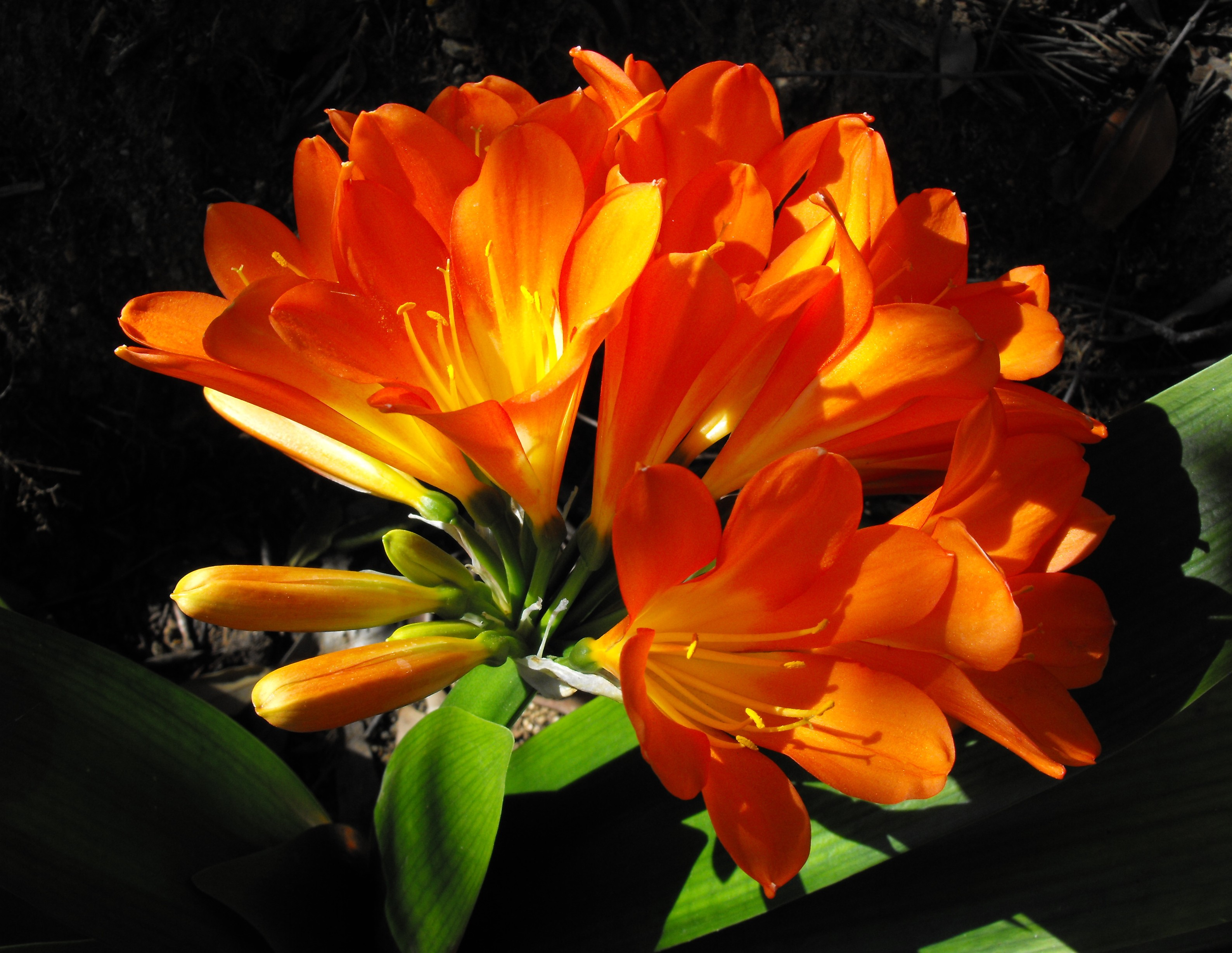
Virágai közelről